# S. R. Srinivasa Varadhan
Sathamangalam R. Srinivasa Varadhan (Chennai, 2 gennaio 1940) è un matematico statunitense nato in India, attivo nei campi della probabilità e della statistica, noto principalmente per i suoi contributi alla teoria delle grandi deviazioni.

## Riconoscimenti
- 1994 Premio Birkhoff
- 1996 Premio Steele
- 2007 Premio Abel